# Порфирий Палеолог

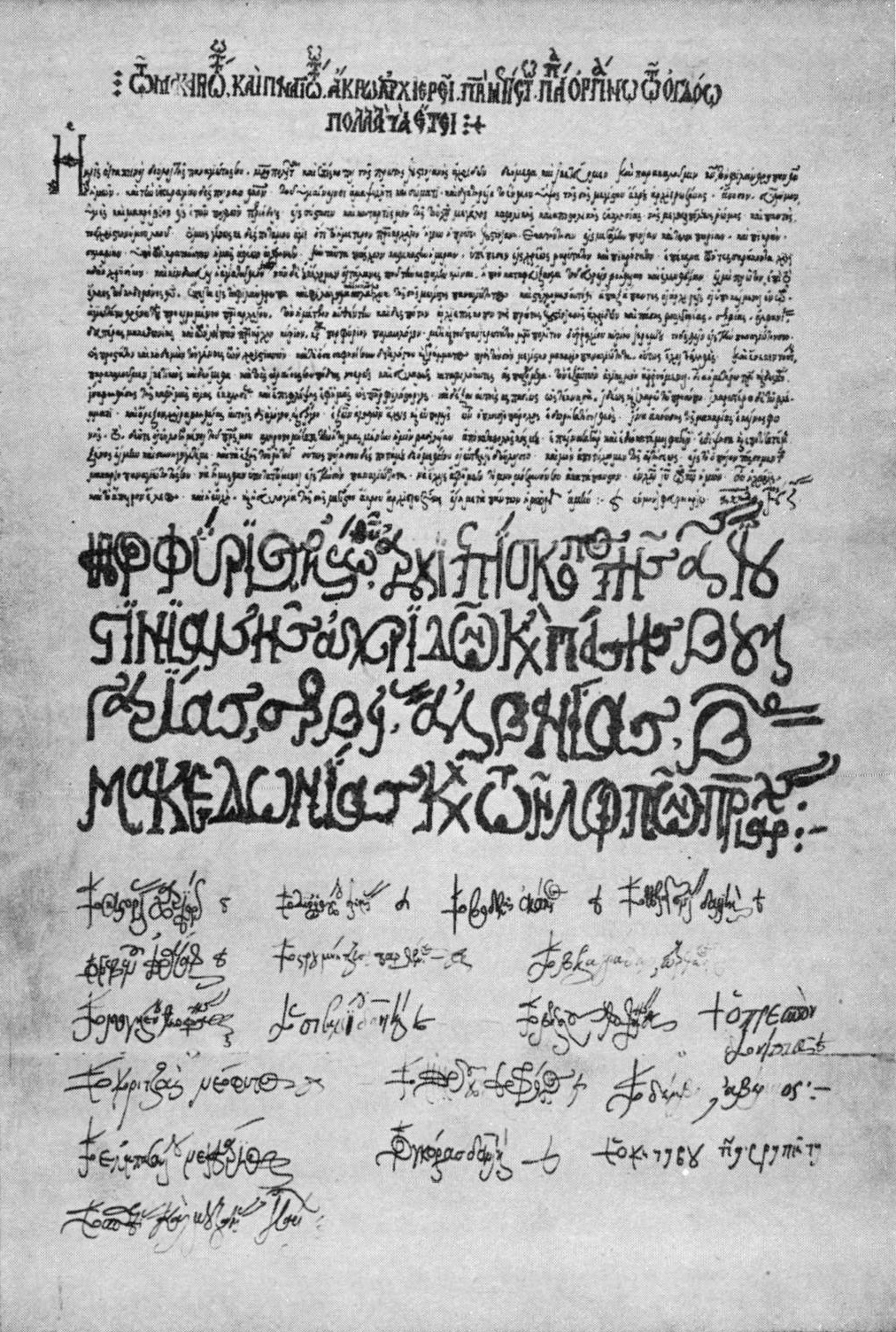
Письмо Порфирия Палеолога и подчинённых ему иерархов Папе римскому Урбану VIII

Порфирий Палеолог (греч. Πορφύριος Παλαιολόγος, XVI век, Константинополь, Османская империя – 4 октября 1643, Закинф, Венецианская республика – православный церковный деятель, архиепископ Охридский (1624–1627).

## Биография
Порфирий родился в Константинополе. Представитель знатного рода Палеологов. Впервые был упомянут как архиепископ Охридский в турецком документе от 22 января 1623 г.  В феврале 1624 года направил Папе римскому Урбану VIII письмо, подписанное подчиненными ему иерархами, в котором он жаловался на тяжелое положение своей церкви под властью Османской империи и выражал готовность к унии. Папа ответил 28 сентября 1624 г. В результате этой переписки Порфирий уехал в Рим, а по возвращении остановился в Кракове (1625). После 1626 года проживал на тогдашнем венецианском острове Закинф, где и умер 4 октября 1643 года. Неизвестно, посетил ли он снова Охрид, архиепископом которого в 1628 году уже был Иоасаф.